# Petit Gabizos

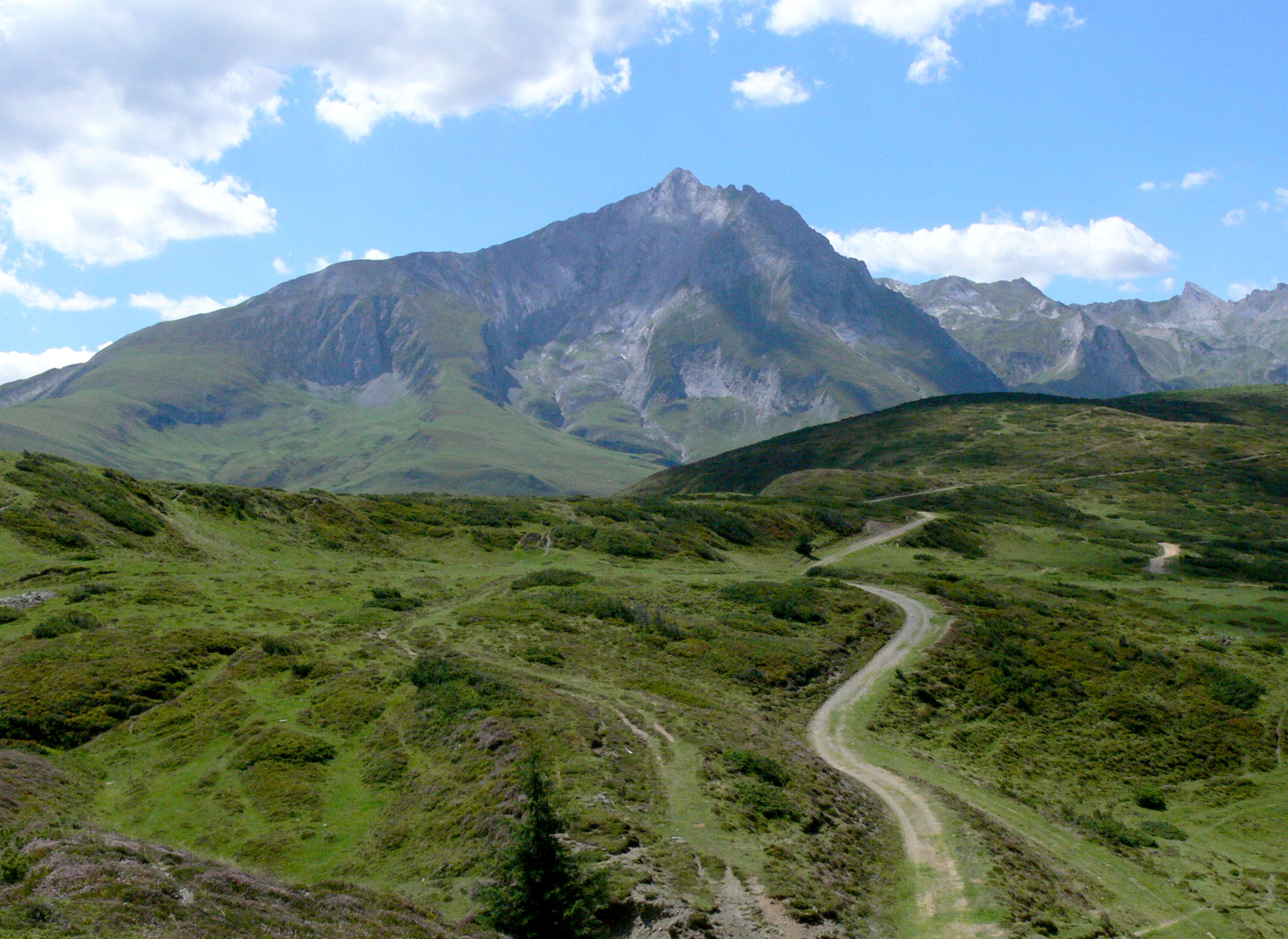
Pic de Gabizos vu depuis le lac de Soum situé près du col du Soulor.

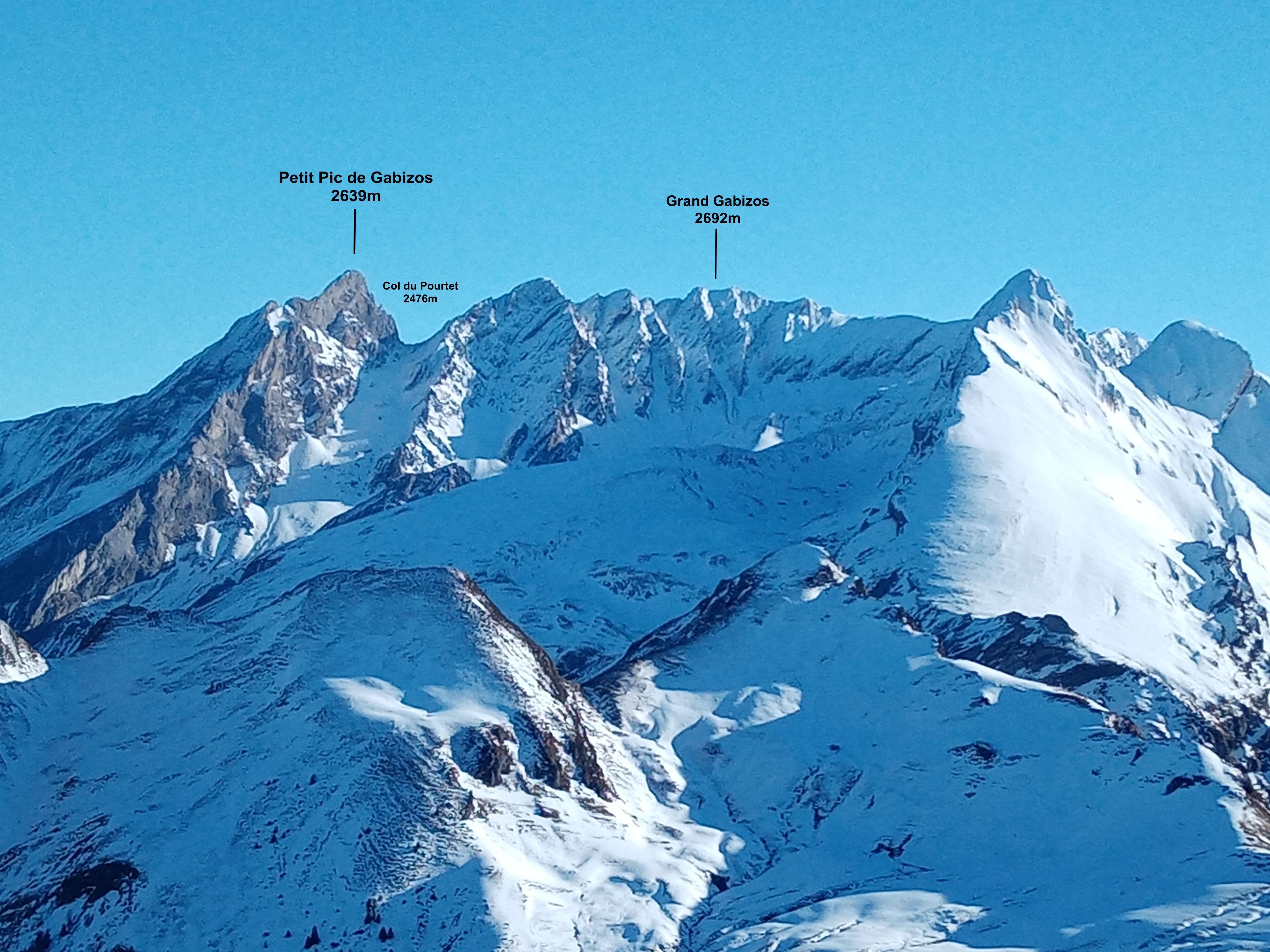
Vue d'ensemble du Petit Gabizos (à gauche) et du Grand Gabizos (à droite) depuis le Soum de Grum (1870 m).

Le Petit Gabizos ou pic de Gabizos est un sommet pyrénéen situé entièrement en France. S'élevant à cheval sur les départements des Pyrénées-Atlantiques et des Hautes-Pyrénées, ce sommet, remarquable depuis la plaine du fait de son profil élancé, culmine à 2 639 mètres d'altitude. Il domine le col du Soulor au nord, dans le val d'Azun.

## Toponymie
Le nom Gabizos viendrait du gascon gabe signifiant gave.

## Voies d'accès
L'ascension est possible depuis le col du Soulor en passant par le col de Saucède.